# Động vật máu nóng

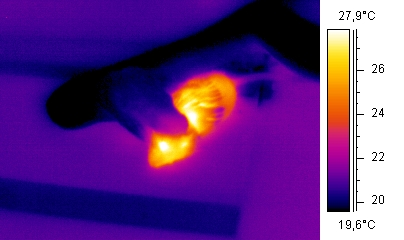
Ảnh ghi nhiệt: một con rắn máu lạnh ăn thịt con chuột máu nóng.

Động vật máu nóng là một khái niệm cũ nhưng rất thông dụng dùng để chỉ các loài động vật có thân nhiệt ổn định, thường cao hơn nhiệt độ môi trường khi lạnh (nên gọi là máu nóng), do các loài này có cơ chế cân bằng nội môi và điều hoà thân nhiệt chủ yếu nhờ các quá trình trao đổi chất trong cơ thể. Hầu hết các loài thú và chim có đặc điểm này.
Từ khoảng hơn 20 năm nay, khái niệm "động vật máu nóng" này và khái niệm "động vật máu lạnh" ngày càng ít được sử dụng trong các tài liệu khoa học do chỉ phản ánh "định tính" và các khái niệm này ít nhiều mơ hồ. Hai khái niệm trên đã được các nhà khoa học đã thay thế bằng thuật ngữ "sinh vật hằng nhiệt" hay động vật nội nhiệt (homeotherm hoặc endotherm) và "sinh vật biến nhiệt" hay động vật biến nhiệt (poikilotherm).

## Các đặc trưng của động vật máu nóng
Động vật máu nóng nói chung là thuật ngữ để chỉ tới 3 khía cạnh khác nhau của sự điều chỉnh nhiệt.
- Động vật nội nhiệt là các động vật có khả năng trong việc kiểm soát thân nhiệt của chúng thông qua các biện pháp nội tại như co cơ hay gia tăng trao đổi chất. Một số tác giả hạn chế việc sử dụng thuật ngữ này chỉ là các cơ chế trực tiếp làm tăng tốc độ trao đổi chất ở động vật để sinh ra nhiệt. Ngược lại với động vật nội nhiệt là động vật ngoại nhiệt.
- Động vật hằng nhiệt là các động vật có khả năng điều chỉnh nhiệt để duy trì một thân nhiệt nội tại ổn định, không phụ thuộc vào ảnh hưởng từ bên ngoài. Nhiệt độ này thường (nhưng không phải luôn luôn) cao hơn so với nhiệt độ của môi trường xung quanh. Ngược lại với động vật hằng nhiệt là động vật biến nhiệt.
- Động vật biến dưỡng nhanh (hay động vật trao đổi chất nhanh) là các động vật có kiểu điều chỉnh nhiệt để duy trì sự trao đổi chất khi "nghỉ ngơi" cao. Các động vật biến dưỡng nhanh về bản chất là luôn "hoạt động". Mặc dù trao đổi chất khi nghỉ ngơi của chúng vẫn thấp hơn trao đổi chất khi hoạt động của chúng nhiều lần, nhưng khác biệt này là không lớn như ở động vật biến dưỡng chậm. Động vật biến dưỡng nhanh nói chung gặp khó khăn nhiều hơn khi khan hiếm thức ăn.

## Lý do không dùng
Một phần lớn các động vật mà theo truyền thống được gọi là "động vật máu nóng", như thú và chim, là phù hợp với một trong ba phạm trù kể trên. Tuy nhiên, trong thời gian gần đây, một số nghiên cứu trong lĩnh vực nhiệt sinh lý học động vật đã phát hiện ra nhiều loài thuộc về một trong hai lớp động vật nói trên lại không phù hợp với các tiêu chí đã đề cập. Chẳng hạn, nhiều loài dơi và chim nhỏ là động vật biến nhiệt hay động vật biến dưỡng chậm khi chúng ngủ qua đêm (hoặc qua ngày). Đối với các động vật này thì thuật ngữ động vật dị nhiệt là phù hợp.
Các nghiên cứu trên các động vật theo truyền thống coi là động vật máu lạnh cũng chỉ ra rằng nhiều loài trong số chúng có sự kết hợp các biến thể khác nhau của ba thuật ngữ đã định nghĩa trên đây, cùng với các phần đối nghịch tương ứng của chúng (ngoại nhiệt, biến nhiệt và biến dưỡng chậm), vì thế tạo ra một phổ rộng các kiểu thân nhiệt. Ngay cả một số loài cá cũng có các đặc trưng của động vật máu nóng. Cá kiếm và một vài loài cá mập có cơ chế tuần hoàn giúp chúng duy trì nhiệt độ của não và mắt cao hơn môi trường xung quanh, vì thế làm tăng khả năng phát hiện và phản ứng lại với con mồi của chúng. Cá ngừ và một số loài cá mập khác cũng có cơ chế tương tự trong các cơ của chúng, cải thiện sức chịu đựng của chúng khi bơi ở tốc độ cao.